# Апрелев, Иван Фёдорович
Иван Фёдорович Апрелев (1800—1874) — российский государственный деятель, сенатор. Действительный тайный советник (1864).

## Биография
Родился 27 января 1800 года (в ряде источников упоминается 1802 год, либо дата 27 января 1790 года) в семье генерал-лейтенанта артиллерии Ф. И. Апрелева. 
В службе и классном чине с 22 марта 1817 года.
Служил в гвардейской артиллерии, был адъютантом графа Аракчеева и в 27 лет стал полковником. Позже он «состоял по особым поручениям» при главноуправляющем Главного управления путей сообщения герцоге Александре Вюртембергском.
В феврале 1834 года был произведён в действительные статские советники. С 1838 года директор канцелярии Государственного контроля Российской империи. В феврале 1844 года произведён в тайные советники.
В 1853—1855 годах был товарищем государственного контролёра Российской империи А. З. Хитрово. С 5 февраля 1853 года назначен сенатором — присутствующий в Общем собрании 4-го, 5-го и Межевого департаментов, с 5 апреля 1855 года — департамента герольдии, с 1 марта 1856 года — в 1-м отделении 3-го департамента, с 1 января 1857 года — в 4-м департаменте Правительствующего Сената. С 1 января 1864 года — действительный тайный советник.
Был награждён всеми российскими орденами вплоть до ордена Святого Александра Невского с бриллиантовыми знаками пожалованные ему в 1869 году.
Не был женат, но был завсегдатаем светского общества, обладал приятным баритоном и недурно пел романсы. Музыка сблизила его с графом Дмитрием Николаевичем Шереметьевым; сохранились его письма к тёще графа, Варваре Петровне (1786—1857).
Умер 4 (16) августа 1874 года (в ночь с 4 на 5). Был похоронен на Фарфоровском кладбище.

## Комментарии
1. ↑  Дата 27 января 1790 года — дата смерти полного тёзки, деда Ивана Фёдоровича.